# Monoclonius
Monoclonius is een geslacht van plantenetende ornithischische dinosauriërs, behorend tot de groep van de Ceratopia, dat tijdens het late Krijt leefde in het gebied van het huidige Noord-Amerika. Tegenwoordig wordt het meestal beschouwd als een nomen dubium.

## Vondst en naamgevingsgeschiedenis

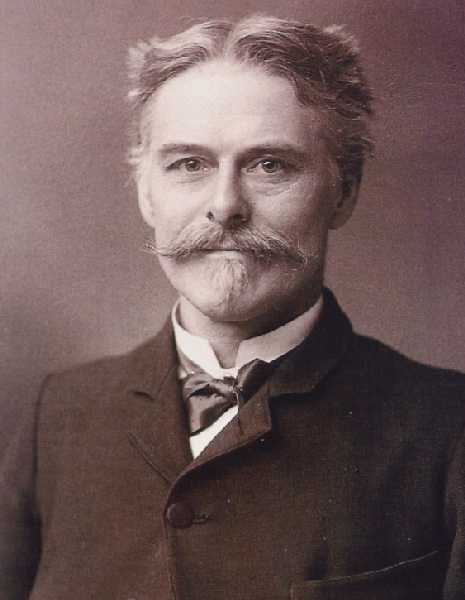
Monoclonius werd benoemd door Edward Drinker Cope

In 1876 schreef de New Yorkse student Charles Hazelius Sternberg een brief aan professor Edward Drinker Cope waarin hij hem smeekte driehonderd dollar op te sturen om een huifkar met trekpaarden te kopen zodat hij fossielen kon gaan zoeken in Kansas. Cope zond een brief terug met het gevraagde geld ingesloten. Op 1 augustus arriveerde Cope persoonlijk per spoor in Omaha in het huidige Nebraska waar hij een rendez-vous had met Sternberg. Beiden kochten een paard-en-wagen in Fort Benton, Montana, huurden een gids, een kok en wat loonwerkers en trokken, ondanks dat de Dakota in opstand waren en kort daarvoor het regiment van George Armstrong Custer hadden vernietigd in de Slag bij Little Bighorn, naar het oosten richting de Judith River waar ze aan de monding van de Dog Creek in Chouteau County fossielen begonnen op te graven. Een, overigens vreedzaam, bezoek van tweeduizend Absarokee of Crow, deed de kok en gids op de vlucht slaan, maar beide paleontologen zetten hun onderzoek voort totdat Cope als eerste op 15 oktober afreisde, zevenhonderd kilogram fossielen meenemend.
Reeds op 30 oktober 1876 publiceerde Cope een artikel waarin hij op basis hiervan vele soorten benoemde waaronder de dinosauriër Monoclonius crassus, de typesoort van het geslacht Monoclonius. De geslachtsnaam is afgeleid van het Oudgriekse μόνος, monos, "enkelvoudig", en κλωνίον, kloonion, "spruit", "scheut". Vaak is gedacht dat dit een verwijzing was naar de hoorn op de neus, die langer was dan de wenkbrauwhoorns, maar tegenwoordig wordt begrepen dat Cope een tegenstelling had willen maken met de iets eerder in het artikel benoemde Diclonius, een dinosauriër die alleen bekend was van een tand met twee tandwortels. Bij het beschreven materiaal van Monoclonius werd ook een tand vermeld met maar één wortel. Het is door Benjamin Creisler ook verondersteld dat Cope een vermeend verschil in tandvervanging wilde aanduiden: Diclonius zou volgens hem dan een slijtvlak bestaande uit twee tandgeneraties hebben en Monoclonius maar een enkelvoudig slijtvlak. De tand zou men later kwijtraken, maar het feit dat de wortel enkelvoudig was, betekent vrijwel zeker dat deze juist niet aan een ceratopiër toebehoorde doch vermoedelijk aan een of ander lid van de Euornithopoda. De soortaanduiding crassus betekent "dik" in het Latijn en slaat waarschijnlijk opnieuw op de tandwortel.

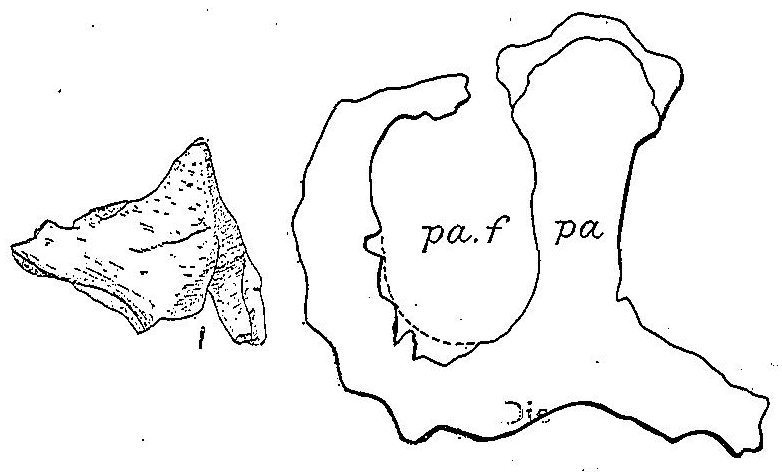
Een deel van de syntypen van Monoclonius crassus: links een basis van een neushoorn en rechts het lectotype, een stuk van de schedelkraag hier met de bovenkant beneden afgebeeld

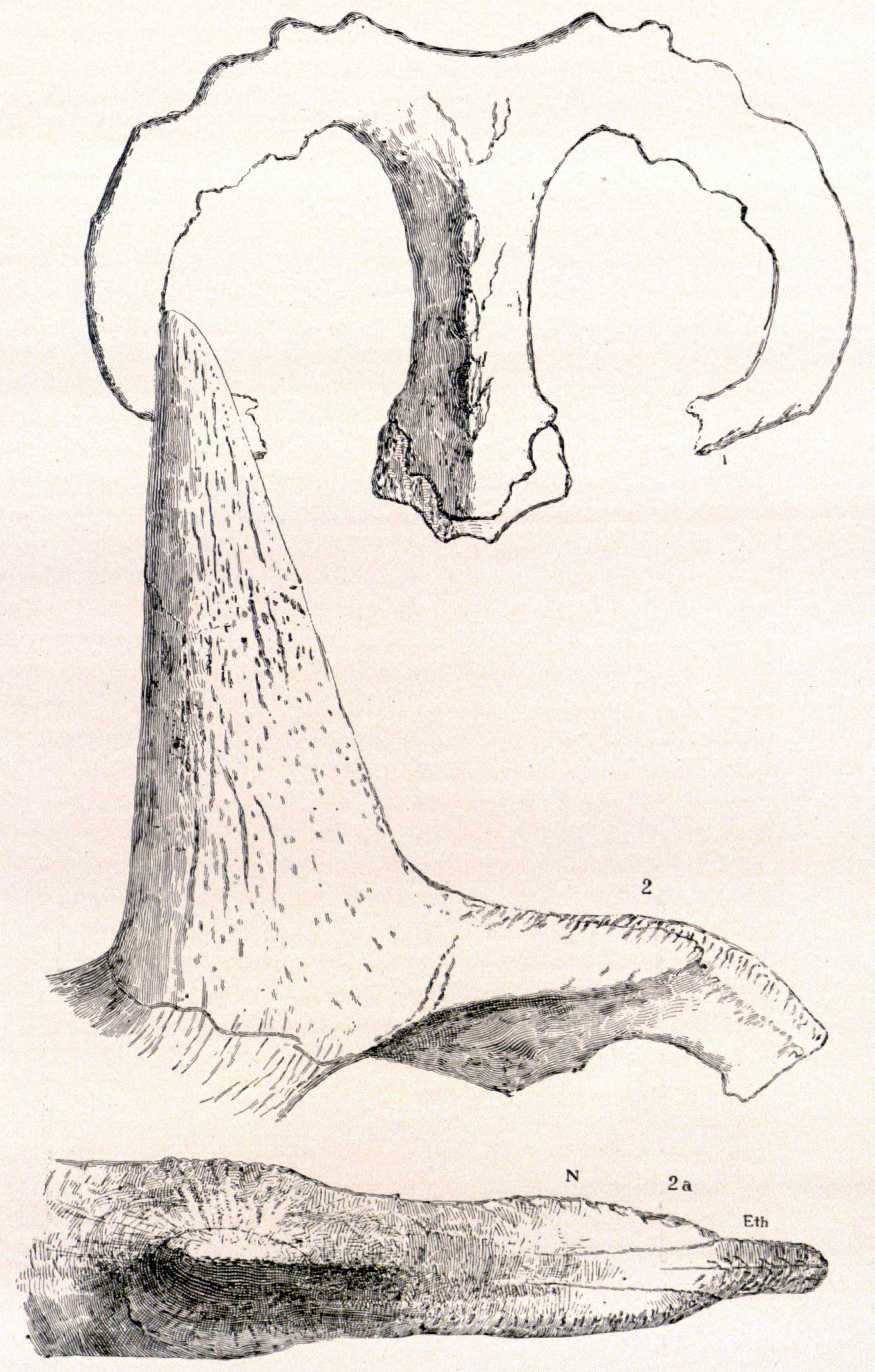
M. sphenocerus

Cope en Sternberg hadden hun fossielen gevonden in een laag van de Judith River Formation die dateert uit het Campanien. Het materiaal van Monoclonius bestond uit een reeks syntypen; Cope wees dus niet een van de fossielen als holotype aan, ook niet de tand waarnaar de soort vernoemd was. Behalve de tand bestonden de syntypen uit een neushoorn, een stuk nekschild, wenkbrauwhoorns, drie vergroeide halswervels, een heiligbeen van tien wervels, de schoudergordel, een darmbeen, een zitbeen, twee dijbeenderen, een scheenbeen, een kuitbeen en delen van een voorpoot. In zijn haast te publiceren beschreef Cope deze elementen zeer minimaal in totaal zevenentwintig regels. Ceratopiërs waren toen nauwelijks bekend en Cope begreep in het geheel de speciale eigenschappen van de nieuwe soort niet. Neushoorn, wenkbrauwhoorn noch nekschild werden door hem als zodanig onderkend: hij dacht dat de schedelkraag een episternum was, een verbeende laag kraakbeen van het borstbeen en zag de drie vergroeide halswervels voor voorste ruggenwervels aan. Dit alleen bewijst al dat de naam niet op de hoorn sloeg. Pas nadat zijn rivaal Othniel Charles Marsh in 1889 Triceratops beschreven had, kon Cope wijs worden uit zijn eerdere vondst. Al in 1877 had hij gelijksoortige resten gemeld maar niet met M. crassus in verband gebracht. Samen met een herbeschrijving van die laatste benoemde hij die nu als een tweede soort: Monoclonius recurvicornis, "met de naar achteren gebogen hoorn", gebaseerd op een korte gebogen neushoorn en twee wenkbrauwhoorns, specimen AMNH 3999. Tegelijkertijd benoemde hij nog twee soorten: Monoclonius sphenocerus, de "wighoornige" vanuit het Grieks σϕηνός, sphènos, "wig", gebaseerd op een rechte 325 millimeter lange zijdelings afgeplatte neushoorn, specimen AMNH 3989 door Sternberg in 1876 op Cow Island in de Missouri gevonden en Monoclonius fissus, "de gespletene", gebaseerd op een gebroken pterygoïde, specimen AMNH 3988, dat Cope voor het squamosum aanzag.
In 1895 werd wegens geldnood een belangrijk deel van Copes collectie verkocht aan het American Museum of Natural History, waaronder ook al de monocloniusfossielen. De syntypen van Monoclonius crassus kregen bij die gelegenheid het inventarisnummer AMNH 3998. In 1907 werden ze postuum beschreven door John Bell Hatcher. Hatcher concludeerde dat het merendeel van het materiaal afkomstig was van verschillende individuen en misschien zelfs soorten daar Ceratops op vondsten uit hetzelfde gebied gebaseerd was. Hatcher koos daarom als lectotype de twee vergroeide wandbeenderen, i.c. vertegenwoordigd door een deel van de achterste schildrand met een breedte van drieëntachtig centimeter, verbonden met de beenbalk van een halve meter lengte tussen de parietaalvensters. Monoclonius recurvicornis hernoemde Hatcher tot Ceratops recurvicornis.

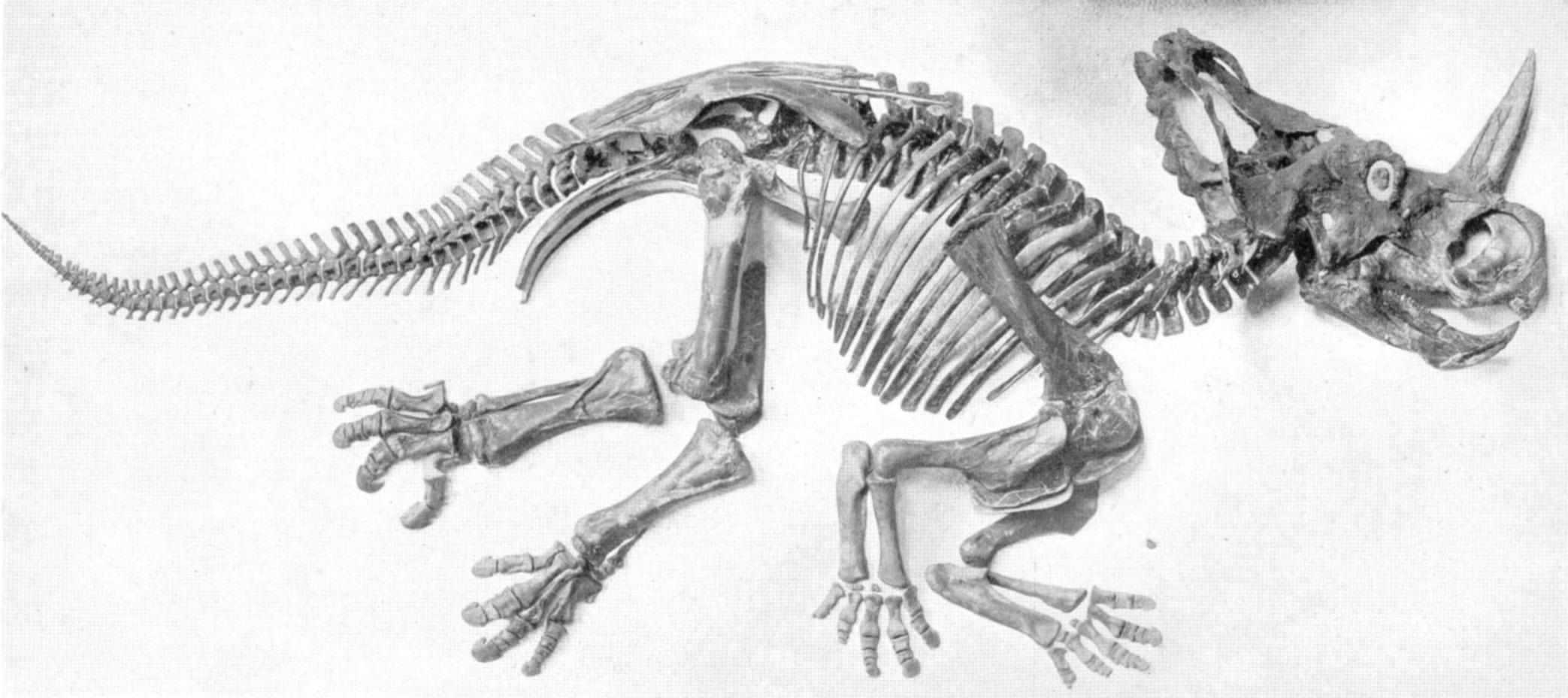
AMNH 5351, het holotype van M. nasicornus, zoals tentoongesteld in het AMNH

In 1901 verrichtte Lawrence Morris Lambe opgravingen in Canada waarbij hij beenderen van ceratopiden vond. In 1902 benoemde hij die als drie soorten van Monoclonius. Twee daarvan, Monoclonius belli waarvan de soortaanduiding Walter Bell eerde en Monoclonius canadensis, werden later gezien als een apart geslacht maar dezelfde soort: Chasmosaurus belli. De derde soort was Monoclonius dawsoni waarvan het epitheton George Mercer Dawson eerde, de eerste die ooit in Canada dinosauriërs had gevonden. Deze soort was gebaseerd op een stuk voorste schedel, specimen NMC 1173. Aan de soort werd ook een wandbeen toegewezen, specimen NMC 971. In 1904 echter concludeerde Lambe, na een suggestie van Hatcher, dat dit wandbeen aan een andere vorm toebehoorde die hij benoemde als Centrosaurus apertus. Dit zou de aanleiding zijn tot een grote en langdurige taxonomische verwarring. In 1914 stelde Barnum Brown dat AMNH 3998 en NMC 971 geen relevante verschillen vertoonden en dat Centrosaurus apertus daarom een jonger synoniem was van Monoclonius crassus. Tegelijkertijd benoemde hij een nieuwe soort van Monoclonius: Monoclonius flexus, "de gebogene", gebaseerd op specimen AMNH 5239, een in 1912 gevonden schedel met een naar voren gebogen neushoorn. In 1917 benoemde Brown twee monocloniussoorten. De eerste was Monoclonius nasicornus, "met de neushoorn", gebaseerd op een skelet met schedel uit de Dinosaur Park Formation, specimen AMNH 5351, in 1914 door Brown gevonden in de Sternberg Quarry 43 bij de Sand Creek in Alberta. Indertijd was het een van de meest complete ceratopide skeletten die ooit opgegraven waren. Al in 1918 wilde C.H. Sternberg de naam emenderen tot het correctere M. nasicornis, een schrijfwijze die daarna meestal gebruikt zou worden, maar de oorspronkelijke vorm heeft prioriteit en is de geldige naam. De tweede soort was Monoclonius cutleri, waarvan de soortaanduiding William Edmund Cutler eert, gebaseerd op specimen AMNH 5427, een gedeeltelijk skelet zonder schedel.
Ten gevolge van het gelijkstellen door Brown van Centrosaurus apertus met Monoclonius crassus werd in 1964 door Oskar Kuhn Centrosaurus longirostris tot een Monoclonius longirostris hernoemd. In 1936 aanvaardde Kuhn wel de identiteit van de geslachten maar niet van hun typesoorten, wat een Monoclonius apertus opleverde. Het was ook mogelijk Centrosaurus als een ondergeslacht van Monoclonius te beschouwen. Richard Swann Lull koos in 1933 voor die optie wat tot een Monoclonius (Centrosaurus) apertus en een Monoclonius (Centrosaurus) cutleri leidde.
In 1940 kwam het nog tot een directe benoeming binnen het geslacht toen Charles Mortram Sternberg, de zoon van C.H. Sternberg, een Monoclonius lowei schiep op basis van een schedel in 1937 gevonden bij Manyberries in Alberta, specimen CMN 8790. De soortaanduiding eert zijn assistent bij de opgraving Harold D'acre Robinson Lowe. Een volgende monocloniussoort werd door C.M. Sternberg in 1949 geschapen toen hij Brachyceratops montanensis in een Monoclonius montanensis hernoemde, een naam die niet meer gebruikt wordt. In 1987 hernoemde Guy Leahy Styracosaurus albertenis tot een Monoclonius albertenis om dat laatste geslacht een ruimer bereik te geven, maar dat heeft geen navolging gevonden. In 1990 hernoemde Thomas Lehman Avaceratops lammersi tot een Monoclonius lammersi, maar ook dat is geen gebruikelijke naam geworden.

### Soortenlijst

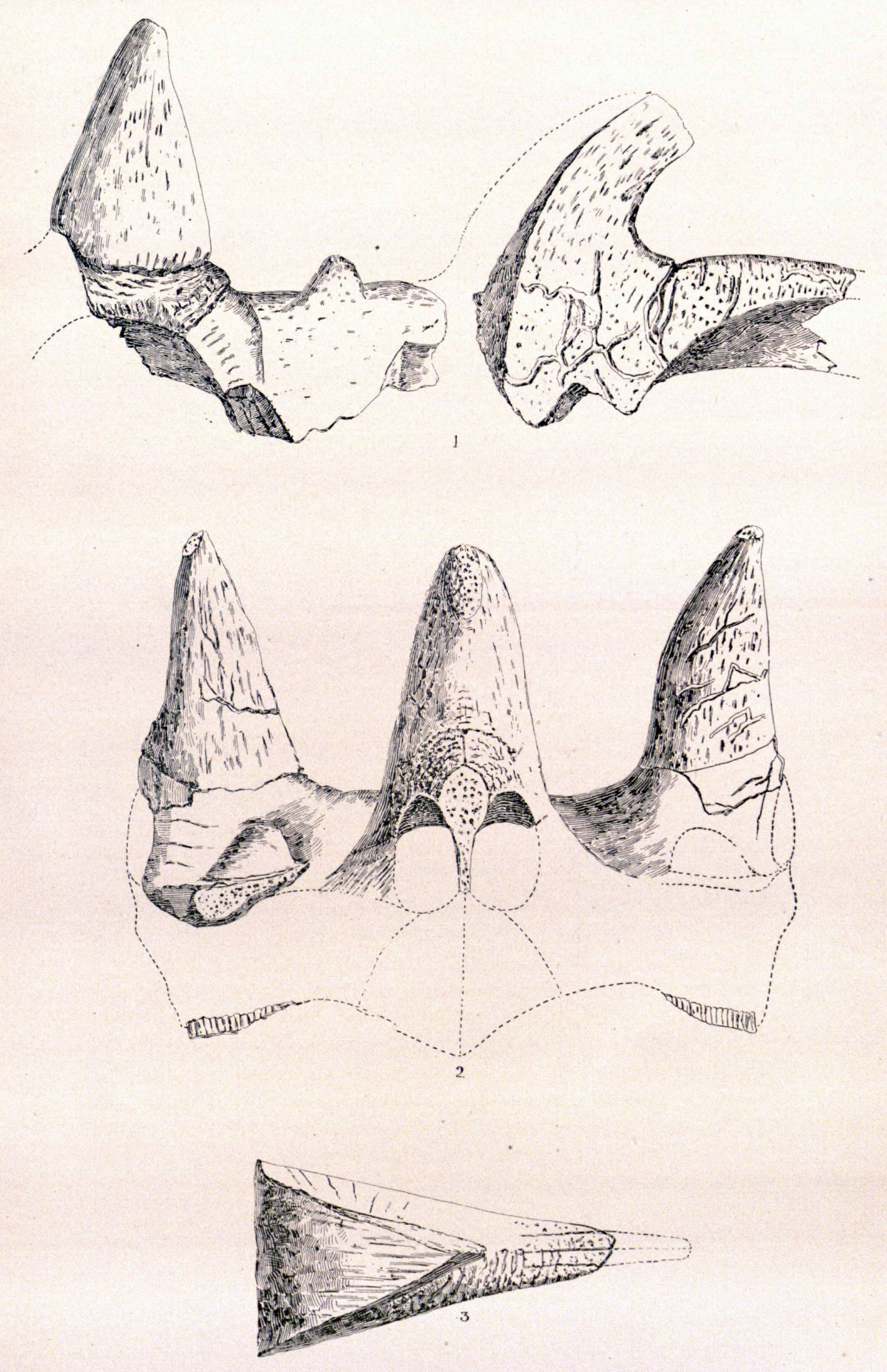
Het materiaal van M. recuvicornis

De ingewikkelde naamgevingsgeschiedenis kan worden samengevat in een soortenlijst.
- Monoclonius crassus Cope 1876: nomen dubium; typesoort van Monoclonius
- Monoclonius recurvicornis Cope 1889: nomen dubium; = Ceratops recurvicornis (Cope 1889) Hatcher vide Stanton & Hatcher 1905; = Centrosaurus recurvicornis (Cope 1889) Sternberg 1940 = Centrosaurus recurvatus Langston 1975 (sic); = Eucentrosaurus recurvicornis (Cope 1889) Chure & McIntosh 1989; = Chasmosaurus recurvicornis (Cope 1889) Olshevsky 2000
- Monoclonius sphenocerus Cope 1889: nomen dubium
- Monoclonius fissus Cope 1889: nomen dubium
- Monoclonius belli Lambe 1902: = Chasmosaurus belli
- Monoclonius canadensis Lambe 1902: synoniem Chasmosaurus belli; = Ceratops canadensis (Lambe 1902) Hatcher vide Stanton & Hatcher 1905; = Eoceratops canadensis (Lambe 1902) Lambe 1915
- Monoclonius dawsoni Lambe 1902: ouder synoniem van Centrosaurus apertus; = Brachyceratops dawsoni (Lambe 1902) Lambe 1915; Centrosaurus dawsoni (Lambe 1902) Sternberg 1940
- Monoclonius flexus Brown 1914: jonger synoniem Centrosaurus apertus; = Monoclonius (Centrosaurus) flexus (Brown 1914) Brown per Lull 1933; = Eucentrosaurus flexus (Brown 1914) Chure & McIntosh 1989
- Monoclonius nasicornus Brown 1917: mogelijk valide soort, mogelijk Styracosaurus albertensis, = Monoclonius nasicornis Sternberg 1918 (emendatio incorrecta); = Centrosaurus nasicornus (Brown 1917) Lull 1933; = Eucentrosaurus nasicornus (Brown 1917) Chure & McIntosh 1989
- Monoclonius cutleri Brown 1917: jonger synoniem Centrosaurus apertus; = Centrosaurus cutleri (Brown 1917) Russell 1930; = Monoclonius (Centrosaurus) cutleri (Brown 1917) Brown per Lull 1933; = Eucentrosaurus cutleri (Brown 1917) Chure & McIntosh 1989
- Monoclonius longirostris (Sternberg 1940) Kuhn 1964: jonger synoniem van Centrosaurus apertus; = Centrosaurus longirostris Sternberg 1940; = Eucentrosaurus longirostris (Sternberg 1940) Chure & McIntosh 1989
- Monoclonius apertus (Lambe 1904) Kuhn 1936: = Centrosaurus apertus Lambe 1904; = Monoclonius (Centrosaurus) apertus (Lambe 1904) Lambe per Lull 1933; = Eucentrosaurus apertus (Lambe 1904) Chure & McIntosh 1989
- Monoclonius lowei Sternberg 1940: nomen dubium
- Monoclonius montanensis (Gilmore 1914) Sternberg 1949: = Brachyceratops montanensis Gilmore 1914
- Monoclonius albertenis (Lambe 1913) Leahy 1987: = Styracosaurus albertensis Lambe 1913
- Monoclonius lammersi (Dodson 1986) Lehman 1990: = Avaceratops lammersi Dodson 1986; = Avaceratops lammersorum (Dodson 1986) Olshevsky 1991

## IsMonoclonius crassuseennomen dubium?

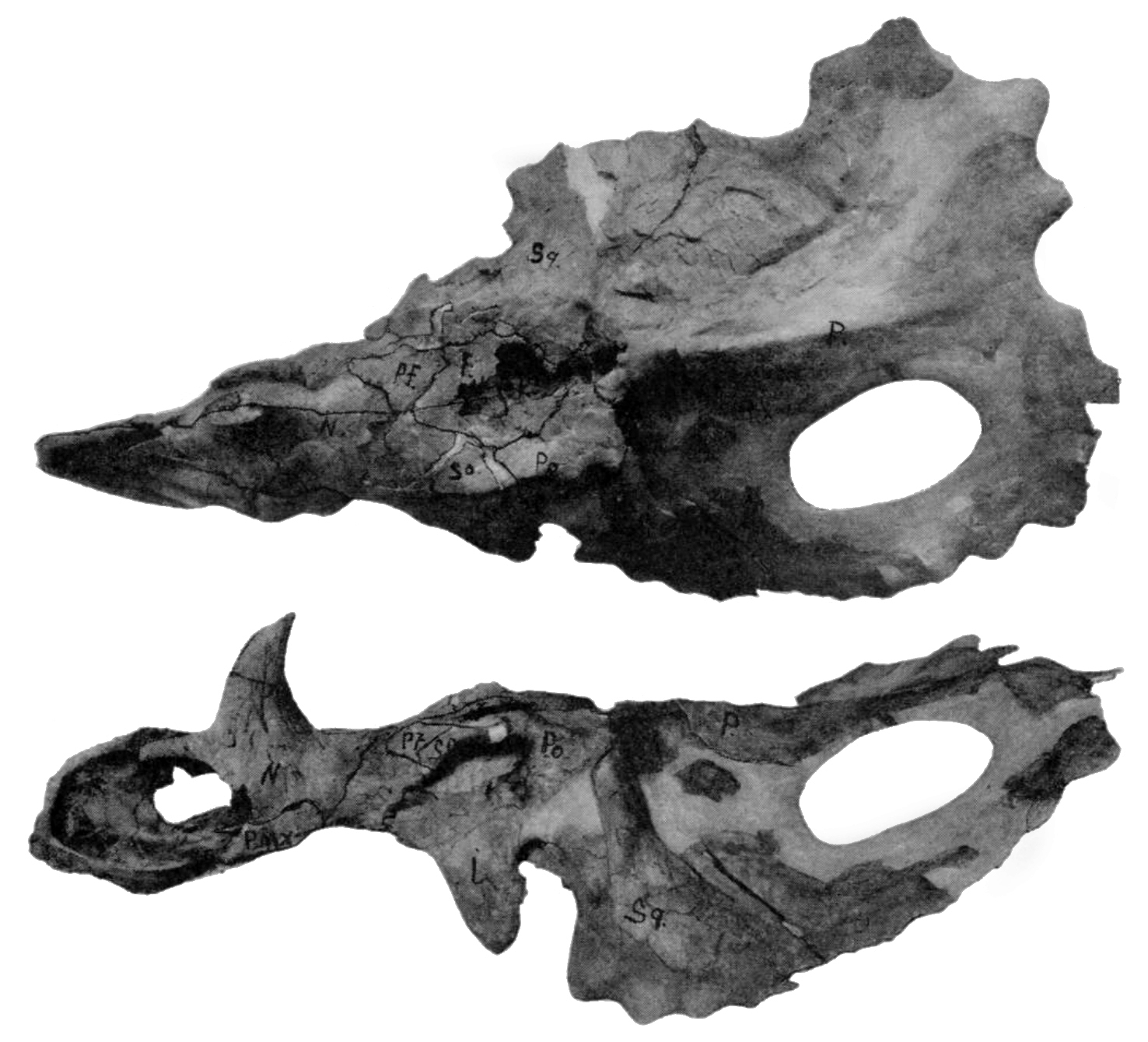
NMC 8790, het holotype van Monoclonius lowei

Tegen het eind van de twintigste eeuw werd in het oplevende onderzoek naar de centrosaurinen de relatie tussen Centrosaurus en Monoclonius als steeds problematischer ervaren. Er waren drie relevante mogelijkheden. De eerste was dat Brown in 1914 gelijk had gehad en Centrosaurus apertus slechts een jonger synoniem was van Monoclonius crassus. In dat geval moest de zeer gebruikelijk geworden naam Centrosaurus niet meer toegepast worden. De tweede mogelijkheid was dat de, immers op zeer mager materiaal gebaseerde, Monoclonius crassus slechts een nomen dubium was, een aanduiding voor alleen het lectotype daar dit niet bewijsbaar met andere fossielen in verband kon worden gebracht. Dat zou betekenen dat men deze soort veilig kon negeren en alle andere monocloniussoorten hernoemd of bij andere soorten ondergebracht moesten worden. Een laatste mogelijkheid was dat beide soorten geldig waren, want aantoonbaar gescheiden taxa. In 1996 werd de laatste positie verdedigd door Peter Dodson die stelde dat het lectotype van Monoclonius crassus en het holotype van Monoclonius lowei een onderscheidend kenmerk gemeen hadden, namelijk een zeer dun wandbeen nabij de schildrand. Dit zou bewijzen dat deze eigenschap van het lectotype niet berustte op toeval en dat ze samen een apart taxon vormden ten opzichte van Centrosaurus.
Brown had in 1914 de identiteit van Centrosaurus apertus en Monoclonius crassus verdedigd door te stellen dat de verschillen het gevolg waren van de ouderdom van het individu van het lectotype of de erosie van diens nekschild. In 1997 stelde Scott Sampson juist het omgekeerde: alle typespecimina van het geslacht Monoclonius waren nomina dubia aangezien het jongvolwassen exemplaren betrof, zoals bewezen zou worden door de lange groeivezels in het bot. Veel soorten centrosaurinen zouden zo een "monocloniusfase" in hun rijping doormaken, met een dun, weinig geornamenteerd, nekschild en dat zou ook verklaren waarom zulke fossielen in velerlei aardlagen opduiken. In 1998 wierpen Dodson en Allison Tumarkin tegen dat er ook sprake kon zijn van pedomorfose, het tot op volwassen leeftijd bewaren van jeugdige kenmerken. Daarop zou het feit wijzen dat bij het holotype van M. lowei, specimen NMC 8790, de beenbalk tussen de parietaalvensters met 609 millimeter de langste was van enige bekende centrosaurine: bij het op een na langste exemplaar, specimen NMC 5429 van Centrosaurus apertus, meet dit element slechts 545 millimeter. NMC 8790 moest wegens zijn lengte wel volwassen geweest zijn. In 2006 stelde Michael Ryan echter dat de aanwezigheid van een zich net ontwikkelend derde epiparietale, een stekel op de schildrand, bewees dat NMC 8790 toch nog onvolgroeid was. Het zou in principe een jong individu van Einiosaurus geweest kunnen zijn, wat M. lowei tot een nomen dubium maakt: in ieder geval betekent het dat het specimen geen ondersteuning vormt voor het bestaan van een ten opzichte van Centrosaurus afwijkende morfologie van Monoclonius. Het lectotype van Monoclonius crassus is daarmee vermoedelijk ook jongvolwassen en het taxon een nomen dubium. Deze redenering wordt tegenwoordig vrij algemeen aanvaard.

## Beschrijving van "Monoclonius"nasicornus

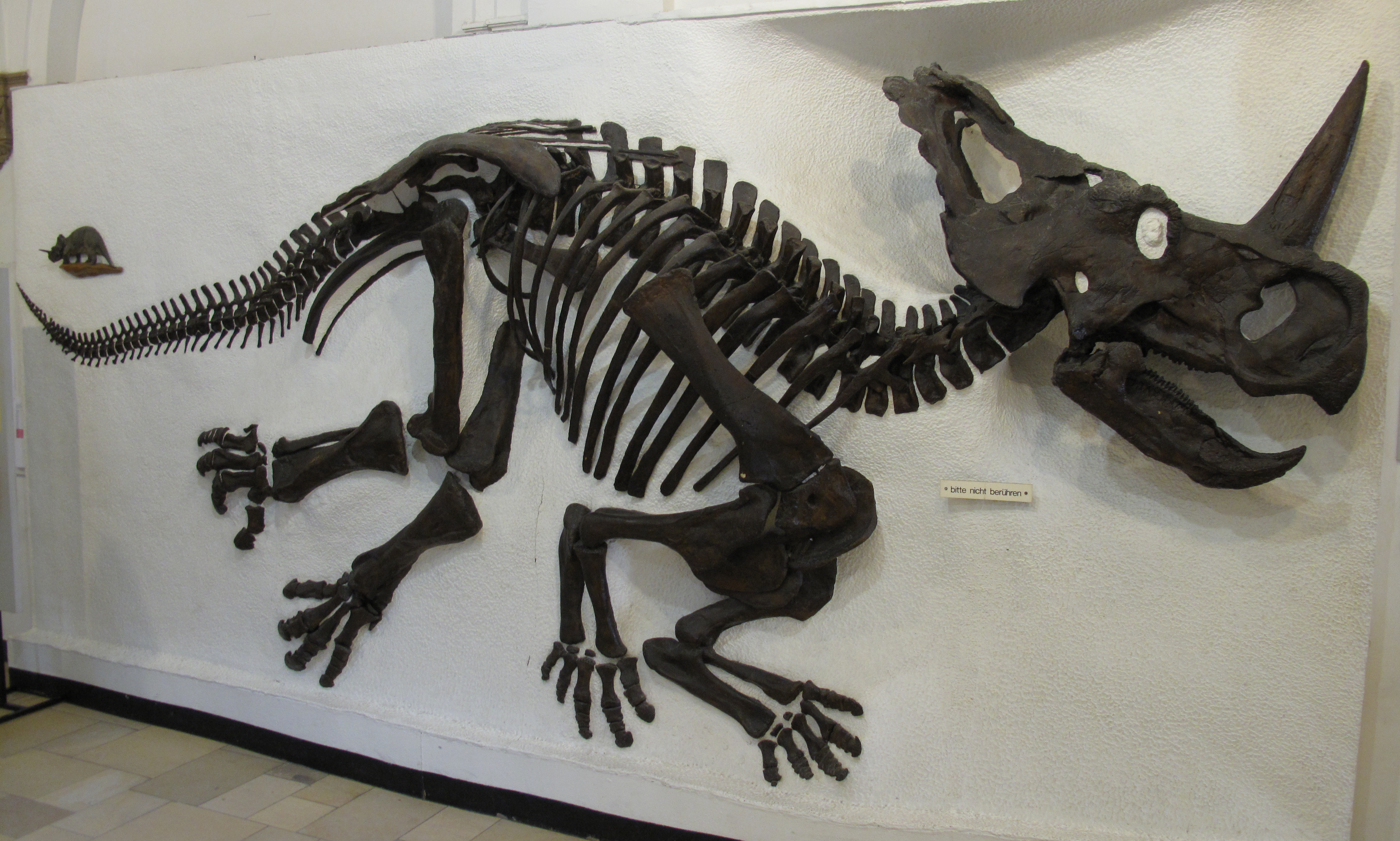
Een afgietsel van AMNH 5351

Behalve de typesoort Monoclonius crassus worden ook de overige monocloniussoorten tegenwoordig als nomina dubia dan wel nomina nuda, jongere synoniemen of eigen geslachten beschouwd. De enige uitzondering vormt Monoclonius nasicornus. Deze soort is gebaseerd op een relatief compleet en goed geconserveerd exemplaar, specimen AMNH 5351, dat in geen geval een nomen dubium kan opleveren. Dodson kwam in 1990 met de hypothese dat het zou gaan om het wijfje van Styracosaurus albertensis. Dat bij M. nasicornus de grote stekels op het nekschild ontbraken, zou dan een geval zijn van seksuele dimorfie. Over deze suggestie bestaat echter grote twijfel daar van andere centrosaurinen niet zo'n extreem geslachtsonderscheid bekend is en M. nasicornus uit een oudere laag afkomstig is. Toch wordt het specimen wel bij Styracosaurus ondergebracht. Een andere oplossing waarvoor men soms kiest, is het taxon behandelen als een aparte soort van Centrosaurus zodat het een Centrosaurus nasicornus wordt. Dit dreigt echter het geslacht Centrosaurus parafyletisch te maken: het is goed mogelijk dat M. nasicornus dichter bij Styracosaurus in de stamboom staat. Gezien deze problemen blijven sommigen van een Monoclonius nasicornus spreken, de benoeming van een eigen geslacht afwachtend. De geslachtsnaam zet men dan als een "Monoclonius" tussen aanhalingstekens om aan te geven dat er geen verband bestaat met Monoclonius crassus.
In 2010 schatte Gregory S. Paul de lengte van M. nasicornus op vijf meter, het gewicht op twee ton. De postcrania, de delen achter de schedel, lijken sterk op die van Styracosaurus. De poten zijn duidelijk wat korter. Het opperarmbeen heeft een spitse in plaats van bijlvormige deltopectorale kam. De doornuitsteeksels van de ruggenwervels zijn lager en breder. De grootste verschillen bevinden zich in de schedel hoewel ook daar veel gelijkenissen zijn zoals een hoge neushoorn en lage wenkbrauwhoorns. Bij M. nasicornus is de bult op de snuit, op de praemaxilla, hoger. Het neusgat is kleiner en heeft een langer uitsteeksel op de achterrand. Net als bij Centrosaurus is het nekschild in zijaanzicht platter en heeft vooraan een dieper afhangende en niet zo breed uitstekend squamosum. Zeer afwijkend van Styracosaurus zijn de osteodermen op de rand van het wandbeen, de epiparietalia. De voorste kleinere daarvan steken naar achteren in plaats van naar voren. De grootte ervan neemt naar achteren zeer geleidelijk toe tot en met het derde epiparietale dat dus niet de vorm heeft van een lange stekel. Terwijl bij Styracosaurus de tweede epiparietalia nauwelijks uitgegroeid zijn, hebben ze bij M. nasicornus de vorm van vrij lange naar binnen gerichte hoorntjes die een diepe inkeping op de middenlijn van het schild omvatten. Styracosaurus heeft eerste epiparietalia die nauwelijks naar beneden toe de rand van de parietaalvensters bereiken; bij M. nasicornus overgroeien ze die tot over de helft ervan en zijn tongvormig als bij Centrosaurus. In de onderkaak heeft M. nasicornus een opvallend naar voren en onderen gekromd uitsteeksel bij de top van de processus coronoides, de hoge bult achteraan die als hefboom dient om de kaken te sluiten.
In 2014 concludeerde een studie dat het een middelgroot exemplaar van Centrosaurus apertus betrof.